# Bernardo Cuesta
Bernardo Nicolás Cuesta (* 20. Dezember 1988 in Álvarez) ist ein argentinischer Fußballspieler.

## Vereinskarriere
Das Fußballspielen erlernte Bernardo Nicolás Cuesta in der Jugendmannschaft von CA Tiro Federal in Rosario (Santa Fe). Hier unterschrieb er 2008 auch seinen ersten Vertrag. Der Verein spielte in der Zweiten Liga, der Primera B Nacional. 2012 wechselte er nach Peru und unterschrieb einen bis 2016 datierten Vertrag bei FBC Melgar in Arequipa. Mit dem Club spielte er 145 Mal in der Ersten Liga, der Primera División und schoss dabei 71 Tore. Von Januar bis Juli 2015 wurde er nach Bolivien ausgeliehen. Hier spielte er in der Ersten Liga, der Liga de Fútbol Profesional Boliviano, für Club The Strongest aus La Paz. 2017 wechselte er nach Kolumbien, wo er sich Atlético Junior anschloss. Der Club aus Barranquilla spielte in der Ersten Liga des Landes, der Categoría Primera A. Nach 13 Spielen verließ er Ende August den Verein. Am 1. September unterschrieb er einen Vertrag beim chilenischen Club CD Huachipato in Talcahuano. Hier spielte er bis Ende 2017 sechsmal in der Ersten Liga, der Primera División. 2018 ging er wieder nach Peru, wo er bis August 2019 bei seinem ehemaligen Club FBC Melgar unter Vertrag stand. Von Ende August 2019 bis Anfang 2020 war er vertrags- und vereinslos. Für die Saison 2020 unterschrieb er einen Vertrag in Thailand beim Erstligisten Buriram United in Buriram. Nach vier Spielen in der ersten Liga wurde der Vertrag Mitte 2020 wieder aufgelöst. Mitte Juli 2020 nahm ihn der mexikanische Erstligist Club Puebla aus Heroica Puebla de Zaragoza unter Vertrag. Nach 12 Spielen ging er Anfang 2021 wieder nach Peru, wo er sich erneut seinem ehemaligen Verein FBC Melgar anschloss.

## Erfolge
- Peruanischer Meister: 2015
- Torschützenkönig der Primera División: 2019 (27 Tore)